# Фергус-Фолс (город, Миннесота)
Фе́ргус-Фолс (англ. Fergus Falls) — город в округе Оттер-Тейл, штат Миннесота, США. На площади 36,5 км² (33,8 км² — суша, 2,7 км² — вода), согласно переписи 2009 года, проживают 13 544 человека. Плотность населения составляет 398,3 чел./км².
Через город проходит межштатная автомагистраль I-94.
- Телефонный код города — 218
- Почтовый индекс — 56537
- FIPS-код города — 27-20906[1]
- GNIS-идентификатор — 0643602[2]